# 莋秦县
莋秦县，中国古县名。

## 沿革
西汉元鼎六年（公元前111年）汉武帝置，治所在今四川省冕宁县境北侧（一说今盐源县北瓜别），属越嶲郡。三国蜀汉废。 